# Università di Francia
L’Università di Francia, conosciuta anche come Università Imperiale, ma chiamata soprattutto Università (senza aggettivo, ma con la U maiuscola), era il nome dato nel XIX secolo all'amministrazione francese responsabile dell'educazione in Francia. 

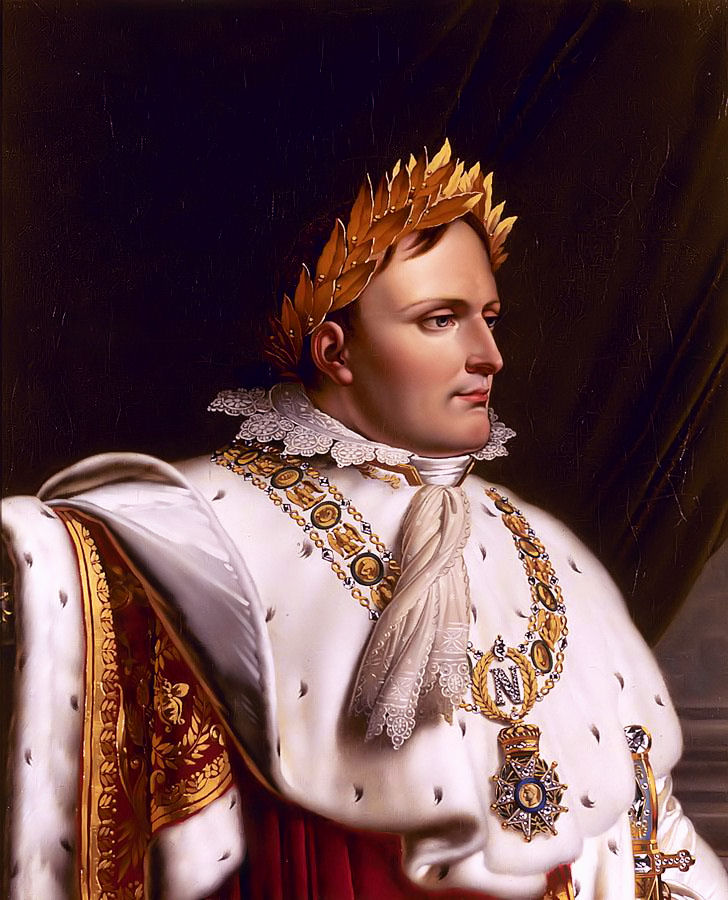
Napoleone I

L'università fu voluta da Napoleone I, quindi destinata a riorganizzare completamente il sistema dell'istruzione. La legge del 10 maggio 1806 stabilì che:  
Il decreto del 17 marzo 1808 fissò il funzionamento dell'Università che offriva tutti i livelli di istruzione e stabiliva che nessuno poteva insegnare senza l'autorizzazione del Gran Maestro e a condizione di far parte dell'Università. Il testo previde sei ordini di scuole:
- facoltà (teologia, legge, medicina, letteratura, scienza);
- scuole superiori;
- collegi;
- istituzioni;
- scuole residenziali;
- scuole primarie.